# Trda litina
Trda litina (imenovana tudi bela litina zaradi barve loma) ima  celoten ogljik vezan kot karbid. Litina se torej strjuje po metastabilnem delu Fe-C diagrama. Belo strjevanje litine dosežemo z odgovarjajočo kemično sestavo in zvečano hitrostjo ohlajevanja. Bela litina je trda in krhka, je zelo odporna proti obrabi, neprimerna pa je za obdelavo z odrezovanjem. Deli iz bele litine ne smejo biti izpostavljeni dinamičnim obremenitvam. 
Belo strjevanje dosežemo pri litini, ki ima malo silicija in ogljika. Tehnično je najpomembnejša litina s trdo skorjo. Litina s trdo skorjo ima na površini bel ali meliran prelom, ki proti notranjosti polagoma prehaja v sivega. Prehodi med posameznimi conami ne smejo biti ostri, da trda skorja zaradi napetosti ne odstopi. Trdo skorjo dosežemo na ta način, da litino ulijemo v kokile ali formo, ki ima na mestih, kjer zahtevamo veliko trdoto, vdelane hladilne plošče. Zaradi hitrega ohlajevanja se površina strdi belo, jedro, ki se hladi počasneje, pa sivo.
Litina s trdo skorjo (TTL) se uporablja za valje za kovinsko, papirno in podobno industrijo. Globina bele plasti naj bo 10 do 25 mm ali 5 do 10 % premera valja. V posameznih primerih lahko sega tudi 60 mm globoko. Prehodna melirana plast naj bo 2 do 3-krat večja, kot je bela plast. 
Litina s trdo skorjo se uporablja tudi za kolesa vagonetov ter razne druge dele, ki so izpostavljeni obrabi.
Bela litina (BTL) se uporablja pri drobilnikih, kroglah za mline, šobah za brizganje peska, hidravličnih batih, mešalnih polžih, ploščah za mline.